# 法名軸

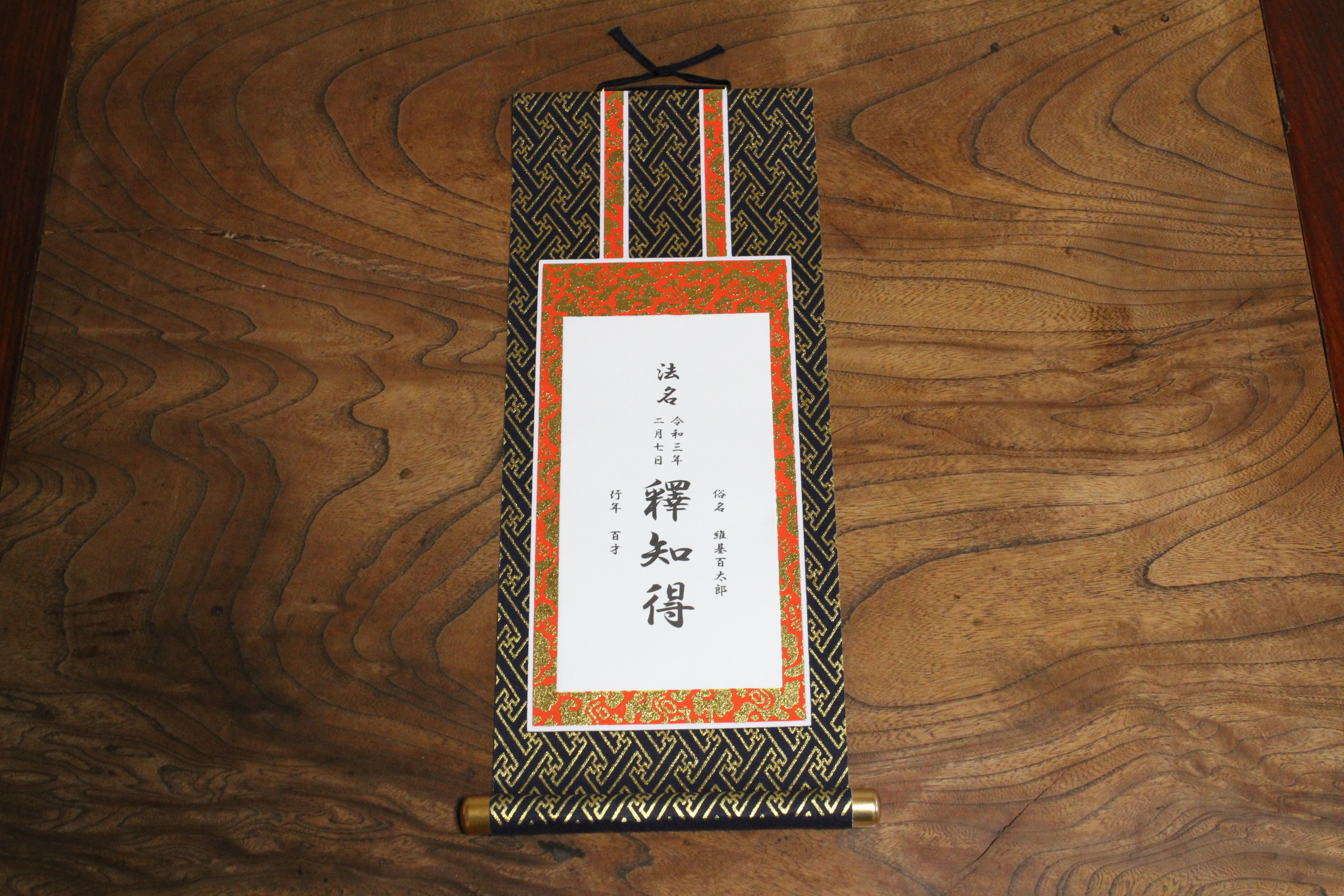
法名軸

法名軸（ほうみょうじく）とは、浄土真宗において用いられる仏具で、死亡年月日と法名を記す掛軸である。浄土真宗の本願寺系の教団では「位牌」を用いないことが推奨される。また「法名軸」を礼拝の対象としない。ただし専修寺系の真宗高田派では、「位牌」を用いる。
一般家庭の御内仏の場合、仏壇の内側の両側面に掛けて荘厳する。
形状は、白無地の紙を金襴・緞子などを用いて表装したものである。本尊・脇掛の表装が緞子の場合、金襴表装の「法名軸」は用いずに、緞子表装の「法名軸」を用いた方がよい。
本願寺系の宗派であっても、個別の寺院や地域により「位牌」・「繰出位牌」が用いられる場合もある。
また、浄土真宗において「過去帳」は略式であり、命日以外の日の平時は仏壇の引出しなどに収めておくものである。しかし、命日の確認に便利であるため、「法名軸」と併用する事も容認されている。
「法名軸」を掛けることのできない小型仏壇の場合は、「過去帳」で代用する。

## 用い方
仏具店などで「法名軸」を購入して用意するか、手次寺の住職に用意してもらう。
四十九日までに住職に法名を書き写してもらう。また、「過去帳」を持っている場合は、同時に記載してもらう。「法名軸」を渡されたら、中陰壇にある「白木の位牌」は寺に返す。
故人が本山より「院号」を授与されていた場合は、その時に授与される「院号法名」が記された紙を、真宗専門の仏具店などで表装する。
また、罫線を引いて複数人分を記せるようにしたものを、「合幅」と呼び、「総法名軸」として用いる。
平時は、仏壇の向かって右内側面に、親、もしくは直近に亡くなった人の「法名軸」を掛け、向って左内側面には、代々の法名を記した「総法名軸」を掛ける。側面に掛ける理由は、浄土真宗の仏壇は浄土をあらわしたものであり、故人も諸仏として、その中心にいる阿弥陀如来へ向いていると考えるからである。
個々の「法名軸」は、平時は収めておき、祥月命日・年忌に出し仏壇前に掛ける。また盂蘭盆会には、すべての法名軸を出して掛ける。